# Padang Panjang
Padang Panjang (alternativt Padangpanjang) är en stad på västra Sumatra i Indonesien. Den ligger i provinsen Sumatera Barat och har cirka 50 000 invånare. Staden är belägen mellan vulkanerna Marapi och Singgalang.